# Orde van de Kroon van Karel de Grote

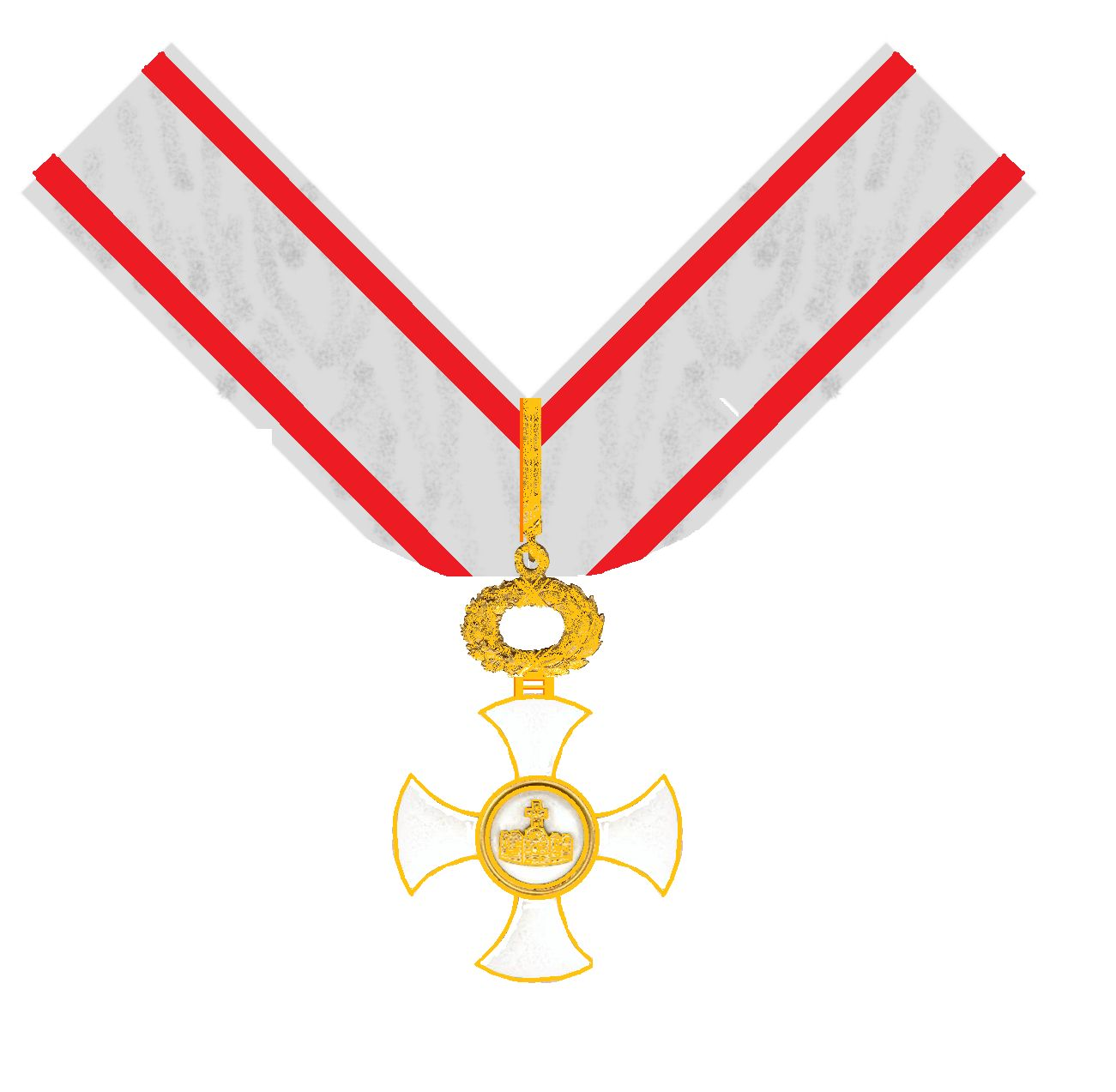
Het kleinood van de orde

De Orde van de Kroon van Karel de Grote (Engels: Order of the Crown of Charlemagne) is een Amerikaanse organisatie, gesticht in 1939, die open voor alle afstammelingen van Karel de Grote. Nergens pretendeert deze groep een ridder(lijke) orde te zijn.
De doelstelling is als volgt omschreven: The Order of the Crown of Charlemagne in the United States of America is an independent patriotic and lineal society, named in honor of the great Frankish Emperor, father of the Holy Roman Empire as well as of the Kingdom of France. The Carolinians ruled in Italy until 924, in Germany until 911, and in France until 987.
Lidmaatschap van de orde staat open voor afstammelingen van Karel de Grote. Die zijn niet schaars, bijna alle Europese vorsten kunnen aantonen van Karel de Grote af te stammen. De orde accepteert ook afstamming van wat zij een "gateway ancestor" noemt. Het inschrijvingsgeld voor het leven bedraagt $750.
Omdat er sinds Karel de Grote 38 generaties voorbij zijn gegaan is het volgens sommigen statistisch aantoonbaar dat iedere Europeaan en iedere blanke Amerikaan van Karel de Grote afstamt, maar niet iedereen kan dat ook aantonen.
Op het centrale medaillon van het kruis van de orde is de zogenaamde kroon van Karel de Grote afgebeeld. Op de keerzijde staat "CORONA CAROLI MAGNI". Het lint is wit met twee rode strepen.